# Ребассоо, Хайде-Эне Адовна
Хайде-Эне Адовна Ребассоо (эст. Haide-Ene Rebassoo, родилась 25 января 1935 в Таллине) — эстонский биолог, ботаник, доктор биологических наук.

## Биография
Окончила в 1958 году Тартуский государственный университет. Доктор биологических наук, защитила кандидатскую диссертацию по флоре острова Хийумаа и её генезису, в 1988 году в ЛГУ защитила докторскую диссертацию, основанную на монографии 1987 года «Биоценозы островков восточной части Балтийского моря, их состав, классификация и сохранение» (на эстонском и русском языках). Работала в Институте зоологии и ботаники в 1960–1979 и 1983–1993 годах. Специализировалась на флоре острова Хийумаа.

## Научные работы и публикации

### На русском
- Биоценозы островков восточной части Балтийского моря, их состав, классификация и сохранение. Ч. 1 / Х.-Э. Ребассоо ; Академия наук Эстонской ССР, институт зоологии и ботаники, Эстонский республиканский комитет международной программы ЮНЕСКО "Человек и биосфера". – Таллинн : Валгус, 1987. – 402 с.
- Биоценозы островков восточной части Балтийского моря, их состав, классификация и сохранение. Ч. 2, Приложения и рисунки / Х.-Э. Ребассоо ; Академия наук Эстонской ССР, институт зоологии и ботаники, Эстонский республиканский комитет международной программы ЮНЕСКО "Человек и биосфера". – Таллинн : Валгус, 1987. – 142 с.
- Флора и растительность островков восточной части Балтийского моря : диссертация ... доктора биологических наук в форме научного доклада : 03.00.05. - Ленинград, 1988

### На эстонском
- 1967: "Hiiumaa floora ja selle genees"
- 1972: "Laidude raamat"
- 1973: "Hiiumaa"
- 1974: "Eesti taimeriigis"
- 1975: "Botaanilisi kilde 17 Hiiumaa suvest"
- 1975: "Sea-shore plant communities of the Estonian islands"
- 1979: "Eesti taimharuldusi"
- 1981: "Kaitskem kauneid taimi"